# I Got a Name
| Recensione              | Giudizio        |
| ----------------------- | --------------- |
| AllMusic                | [ 2 ]           |
| Robert Christgau        | C+              |
| Sputnikmusic            | 4.2 (Excellent) |
| Dizionario del Pop-Rock | [ 5 ]           |
| 24.000 dischi           | [ 6 ]           |

I Got a Name è il quinto album discografico del cantautore statunitense Jim Croce, pubblicato postumo dalla casa discografica ABC Records nel dicembre del 1973.

## Tracce
Lato A
Testi e musiche di Jim Croce, eccetto dove indicato.
1. I Got a Name (dal film Il diavolo del volante) – 3:09 (Norman Gimbel, Charles Fox)
2. Lover's Cross – 3:02
3. Five Short Minutes – 3:32
4. Age – 3:44 (Jim Croce, Ingrid Croce)
5. Workin' at the Car Wash Blues – 2:29

Lato B
Testi e musiche di Jim Croce, eccetto dove indicato.
1. I'll Have to Say I Love You in a Song – 2:28
2. Salon and Saloon – 2:30 (Maury Muehleisen)
3. Thursday – 2:20 (Sal Joseph)
4. Top Hat Bar and Grille – 2:48
5. Recently – 2:31
6. The Hard Way Every Time – 2:24

## Musicisti
I Got a Name
- Jim Croce - voce solista, accompagnamento vocale-coro
- Maury Muehleisen - chitarra acustica solista, accompagnamento vocale-coro
- Tommy West - chitarra ritmica, pianoforte, accompagnamento vocale-coro
- Joe Macho - basso
- Rick Marotta - batteria
- George Devens - percussioni
- Terence Minogue - arrangiamento strumenti ad arco, conduttore musicale

Lover's Cross
- Jim Croce - voce solista, chitarra ritmica
- Maury Muehleisen - chitarra acustica solista
- Joe Macho - basso

Five Short Minutes
- Jim Croce - voce solista, chitarra ritmica
- Henry Gross - chitarra elettrica solista, chitarra ritmica
- Tommy West - pianoforte, accompagnamento vocale-coro
- Stu Woods - basso
- Steve Gadd - batteria
- Bobby Matos - percussioni
- Marty Nelson - accompagnamento vocale-coro
- Tasha Nelson - accompagnamento vocale-coro
- Leroy Brown - accompagnamento vocale-coro
- Terence Minogue - arrangiamento strumenti a fiato, conduttore musicale

Age
- Jim Croce - voce solista, chitarra ritmica, accompagnamento vocale-coro
- Maury Muehleisen - chitarra elettrica solista
- Tommy West - tastiere, chitarra ritmica
- Joe Macho - basso
- Rick Marotta - batteria
- George Devens - percussioni

Workin' at the Car Wash Blues
- Jim Croce - voce solista, chitarra ritmica
- Maury Muehleisen - chitarra acustica solista, accompagnamento vocale-coro
- Henry Gross - chitarra elettrica slide
- Stu Woods - basso
- Steve Gadd - batteria
- Bobby Matos - percussioni
- Michael Kamen - arp tuba
- Tommy West - accompagnamento vocale-coro
- Terence Minogue - arrangiamento quartetto d'archi, conduttore musicale

I'll Have to Say I Love You in a Song
- Jim Croce - voce solista, chitarra ritmica
- Maury Muehleisen - chitarra acustica solista
- Tommy West - pianoforte elettrico, accompagnamento vocale-coro
- Joe Macho - basso
- Gary Chester - batteria
- George Devens - percussioni
- Marty Nelson - accompagnamento vocale-coro
- Alan Rolnick - accompagnamento vocale-coro
- Terence Minogue - arrangiamento strumenti ad arco, conduttore musicale

Salon and Saloon
- Jim Croce - voce solista
- Tommy West - pianoforte

Thursday
- Jim Croce - voce solista, chitarra ritmica, conduttore musicale
- Maury Muehleisen - chitarra acustica solista, conduttore musicale
- Tommy West - tastiere, conduttore musicale
- Joe Macho - basso
- Rick Marotta - batteria
- George Devens - percussioni

Top Hat Bar and Grille
- Jim Croce - voce solista, chitarra ritmica
- Maury Muehleisen - chitarra elettrica solista
- Tommy West - pianoforte, accompagnamento vocale-coro
- Joe Macho - basso
- Rick Marotta - batteria
- George Devens - percussioni
- Ellie Greenwich - accompagnamento vocale-coro
- Tasha Thomas - accompagnamento vocale-coro

Recently
- Jim Croce - voce solista, chitarra ritmica
- Maury Muehleisen - chitarra acustica solista
- Tommy West - tastiere
- Joe Macho - basso
- Rick Marotta - percussioni
- Bobby Matos - percussioni

The Hard Way Every Time
- Jim Croce - voce solista, chitarra ritmica
- Maury Muehleisen - chitarra acustica solista
- Tommy West - pianoforte, accompagnamento vocale-coro
- Stu Woods - basso
- Steve Gadd - batteria
- Michael Kamen - oboe, sintetizzatore arp
- Marty Nelson - accompagnamento vocale-coro
- Terence Minogue - accompagnamento vocale-coro, arrangiamento quartetto d'archi, conduttore musicale

Note aggiuntive
- Terry Cashman e Tommy West - produttori (per la Interrobang Productions)
- Terence Minogue - assistente alla produzione
- Registrazioni effettuate al The Hit Factory di New York City, New York nel 1973
- Bruce Tergesen - ingegnere delle registrazioni, ingegnere del mixaggio
- Dave Henson, Tom English, Corky Stasiak, Randy Mason e Dave Mason - assistenti ingegnere delle registrazioni
- Benno Friedman - fotografia
- Robert L. Heimall - art direction, design album[10]

## Classifica
| Anno | Classifica    | Posizione raggiunta |
| ---- | ------------- | ------------------- |
| 1974 | Billboard 200 | 2                   |

| Anno | Titolo del brano                      | Classifica        | Posizione raggiunta |
| ---- | ------------------------------------- | ----------------- | ------------------- |
| 1973 | I Got a Name                          | Billboard Hot 100 | 10                  |
| 1974 | I'll Have to Say I Love You in a Song | Billboard Hot 100 | 9                   |
| 1974 | Workin' at the Car Wash Blues         | Billboard Hot 100 | 32                  |